# Howard Levene
Howard Levene (ur. 17 stycznia 1914, zm. 2 lipca 2003) – amerykański statystyk i genetyk, profesor Uniwersytetu Columbia. Twórca testu Levene’a jednorodności wariancji.